# هاري تشان
هاري تشان (بالإنجليزية: Harry Chan)‏ هو محاسب وسياسي أسترالي، ولد في 14 يونيو 1918 في داروين في أستراليا، وتوفي بنفس المكان في 5 أغسطس 1969. انتخب member of the Northern Territory Legislative Council ‏.